# Phoma haematocycla
Phoma haematocycla är en lavart som först beskrevs av Miles Joseph Berkeley, och fick sitt nu gällande namn av Aa & Boerema 1993. Phoma haematocycla ingår i släktet Phoma, ordningen Pleosporales, klassen Dothideomycetes, divisionen sporsäcksvampar och riket svampar.   Inga underarter finns listade i Catalogue of Life.